# Sophie Cookson
Pour les articles homonymes, voir Cookson.
Sophie Cookson [ˈsəʊfi ˈkʊksən], née le 15 mai 1990 à Haywards Heath (Angleterre), est une actrice britannique,,,. Elle a joué le rôle de Grace Mohune dans le film télé de 2013 Moonfleet, et Roxy, un des personnages principaux, dans Kingsman : Services secrets (2015),. Elle a également joué avec Adrien Brody dans le film historique Emperor de Lee Tamahori. Elle a grandi dans le Sussex et est sortie diplômée en 2013 de l'Oxford School of Drama (en).

## Biographie
Elle a grandi dans le Sussex, puis dans le Suffolk, où elle a fréquenté la Woodbridge School. Elle était impliquée dans le chant et le théâtre musical dès son enfance. Après avoir fait partie d'une troupe de théâtre ayant fait une tournée au Japon, elle a décidé de cesser de jouer et est devenue étudiante en histoire de l'art et en arabe à l'Université d'Edimbourg. Cependant, elle l’abandonna bientôt pour poursuivre une carrière d'actrice et fréquenta Oxford School of Drama pendant trois ans. Elle a obtenu son diplôme en 2013.

### Vie privée
Elle est en couple depuis 2018 avec Stephen Campbell Moore. Ils ont accueilli leur premier enfant en 2020.

## Filmographie

### Cinéma
- 2014: Kingsman : Services secrets (Kingsman: The Secret Service) de Matthew Vaughn : Roxanne "Roxy" Morton / Lancelot
- 2016 : Le Chasseur et la Reine des Glaces (The Huntsman Winter's War) de Cédric Nicolas-Troyan : Pippa
- 2017 : The Crucifixion de Xavier Gens : Nicole Rawlins
- 2017 : Kingsman : Le Cercle d'or (Kingsman: The Golden Circle) de Matthew Vaughn : Roxanne "Roxy" Morton / Lancelot
- 2019 : Red Joan de Trevor Nunn : Joan Stanley
- 2019 : Greed de Michael Winterbottom
- 2021 : Infinite d'Antoine Fuqua : Nora Brightman
- Emperor de Lee Tamahori : Johanna
- 2024 : This time Next Year de Nick Moore : Minnie Cooper

### Télévision

#### Séries télévisées
- 2013 : Moonfleet : Grace Mohune
- 2017 : Gypsy : Sidney
- 2019 : The Trial of Christine Keeler : Christine Keeler
- 2022 : The Confessions of Frannie Langton : Madame Marguerite Benham

#### Téléfilm
- 2014 : De cœur inconnu (Rosamunde Pilcher: Unknown Heart) de Giles Foster : Millie Lancaster